# Lâmpada de fenda

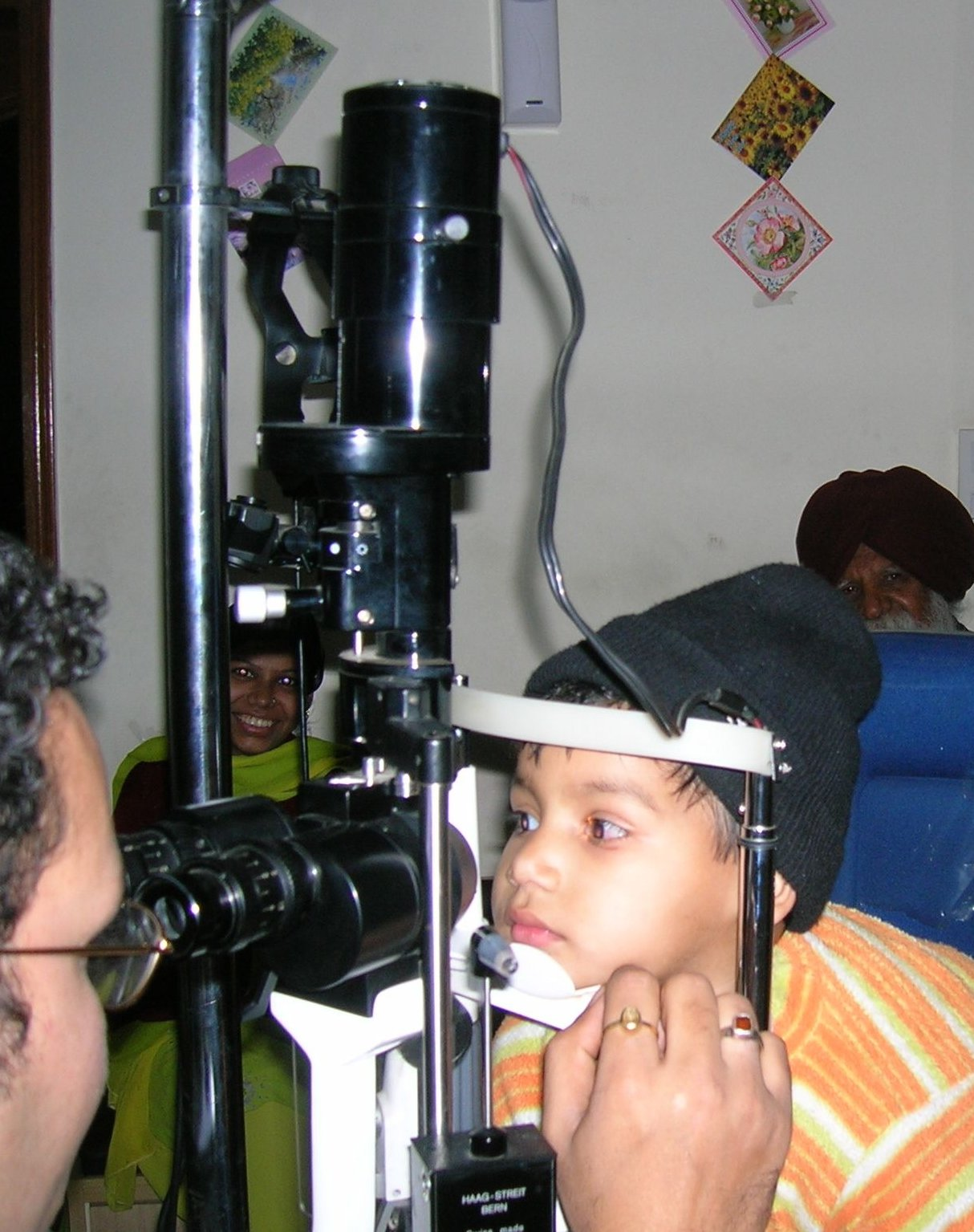
Exame de lâmpada de fenda sendo realizado em uma clínica oftalmológica

Catarata em um olho humano - vista magnificada através da examinação pela lâmpada de fenda

Lâmpada de fenda ou biomicroscópio ocular é um instrumento usado por oftalmologistas, para avaliação do meio ocular.
Consiste de uma fonte de luz de alta intensidade que pode ser focada para brilhar como uma fenda. É usada em conjunto com um microscópio. A lâmpada facilita uma examinação das estruturas frontais do olho humano, que incluem a pálpebra, esclera, conjuntiva, íris, cristalino e córnea.
Enquanto o paciente está sentado na cadeira de exame, ele repousa seu queixo e testa em um suporte para manter a cabeça imóvel. Usando um biomicroscópio, o oftalmologista realiza o exame do olho do paciente.

## Doenças diagnosticadas
O exame da lâmpada de fenda pode detectar muitas doenças do olho, incluindo:
- Catarata
- Conjuntivite
- Lesão na córnea
- Distrofia de Fuchs
- Ceratocone
- Degeneração macular
- Presbiopia
- Descolamento de retina
- Oclusão de vaso retiniano
- Retinite pigmentosa
- Síndrome de Sjögren
- Uveíte
- Doença de Wilson (anel de Kayser-Fleischer)